# KVET (AM)
Pour les articles homonymes, voir KVET.
KVET, également connue sous le nom AM 1300 The Zone, est une station de radio américaine basée à Austin, au Texas. Propriété de iHeartMedia, elle a un format de radio d'information sportive. Elle diffuse ses programmes sur la fréquence 1 300 kHz AM.

## Histoire
La station de radio est lancée peu après la fin de la Seconde Guerre mondiale, le 1er octobre 1946, par un groupe de jeunes vétérans originaires du Texas : John Connally, futur gouverneur du Texas, Jake Pickle (en), futur membre de la Chambre des représentants des États-Unis, Edward Clark, futur ambassadeur des États-Unis en Australie, Jesse Kellam et Willard Deason.
La radio a à l'origine un format généraliste et une programmation éclectique, ce qui était relativement courant dans les années 1940 et 1950. Sa grille des programmes comprend tant des bulletins d'informations, des émissions musicales, des talk-shows, que des fictions tels que des soap-opéras. Une partie de sa programmation, et c'est assez rare pour l'époque, est destinée aux minorités ethniques d'Austin ; on compte parmi ces programmes Noche De Fiesta, émission d'information et de musique en langue espagnole, et l'émission The Elmer Akins Gospel Train à destination de la communauté afro-américaine.
C'est dans les années 1990 que son format change et qu'elle s'oriente vers une programmation d'information sportive.

## Programmation
La station est affiliée au club de baseball majeur des Astros de Houston et diffuse ses matches sur l'agglomération d'Austin.